# 삼성 갤럭시 노트9
삼성 갤럭시 노트9(Samsung Galaxy Note9)은 안드로이드 패블릿 스마트폰의 하나로, 삼성전자가 삼성 갤럭시 노트 시리즈의 일부로 설계, 개발, 마케팅하였다. 2018년 8월 9일 선보였으며 삼성 갤럭시 노트8의 후속작이며 업데이트를 안드로이드 12까지 지원했어야했다.

## 역사
S펜을 포함한 수많은 갤럭시 노트9의 기능들이 공식 런칭 전에 유출되었다. 2018년 6월 27일, 삼성은 다음 언팩 행사를 위한 초대장을 보냈으며, 여기에는 금색 S 펜 그림이 표시되었다. 해당 티저에 따라 2018년 8월 9일 발표되었다.
2018년 7월 16일, 갤럭시 노트9으로 보이는 제품을 들고있는 삼성전자의 고동진 사장을 보여주는 한 장의 사진이 게시되었다.
2018년 8월 2일, 노트9이 담긴 상자 사진이 러시아에서 게시되었다.

## 같이 보기
- 삼성 갤럭시 S9
- 삼성 갤럭시 노트8
- 삼성 갤럭시 노트 시리즈